# Буцефал

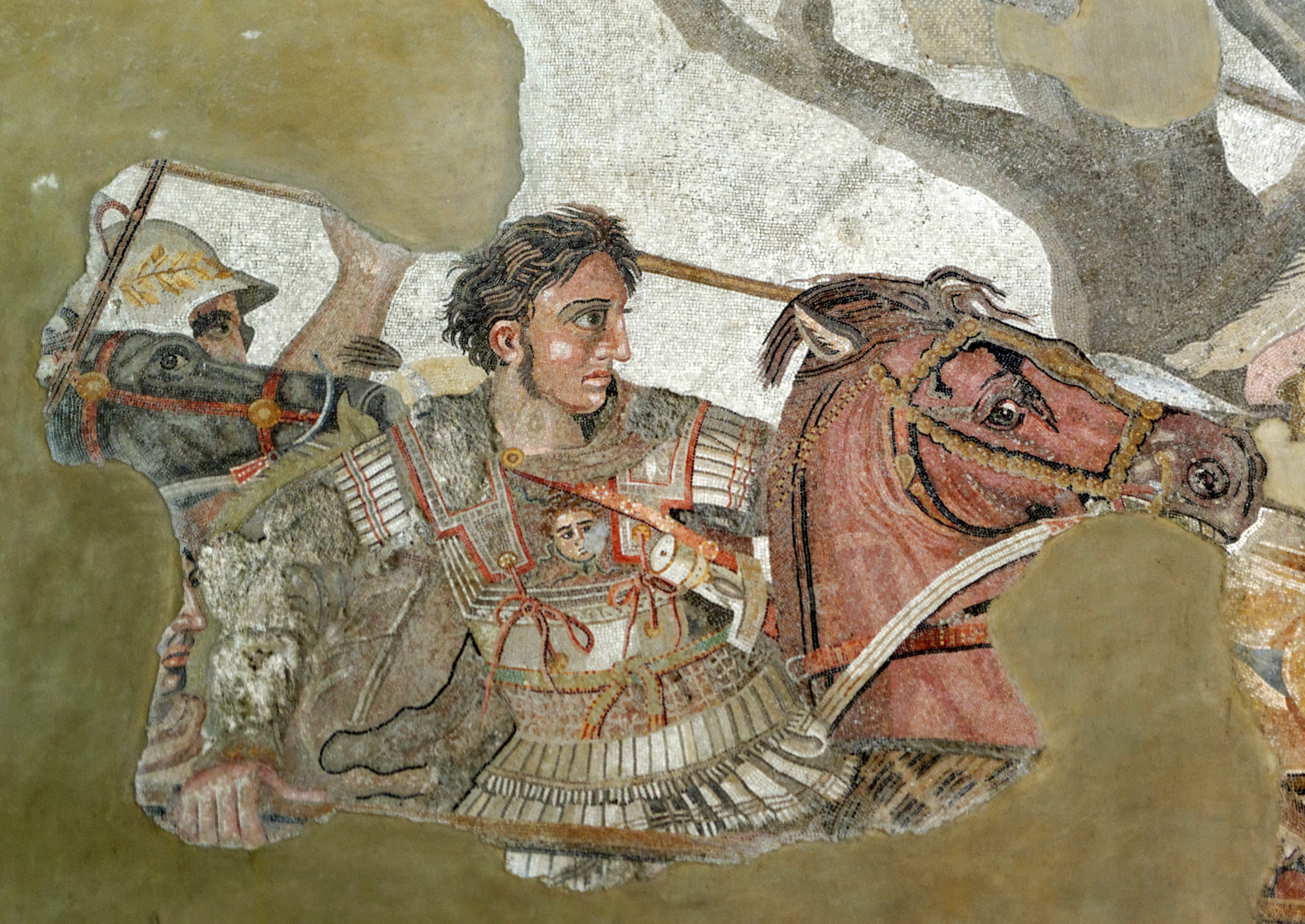
Мозаїка Александра

Букефа́л (латинізоване Буцефал) (грец. Βουκεφάλας, букв. «бикоголовий»; лат. Bucephalus) — улюблений кінь Александра Македонського.

## Легенда

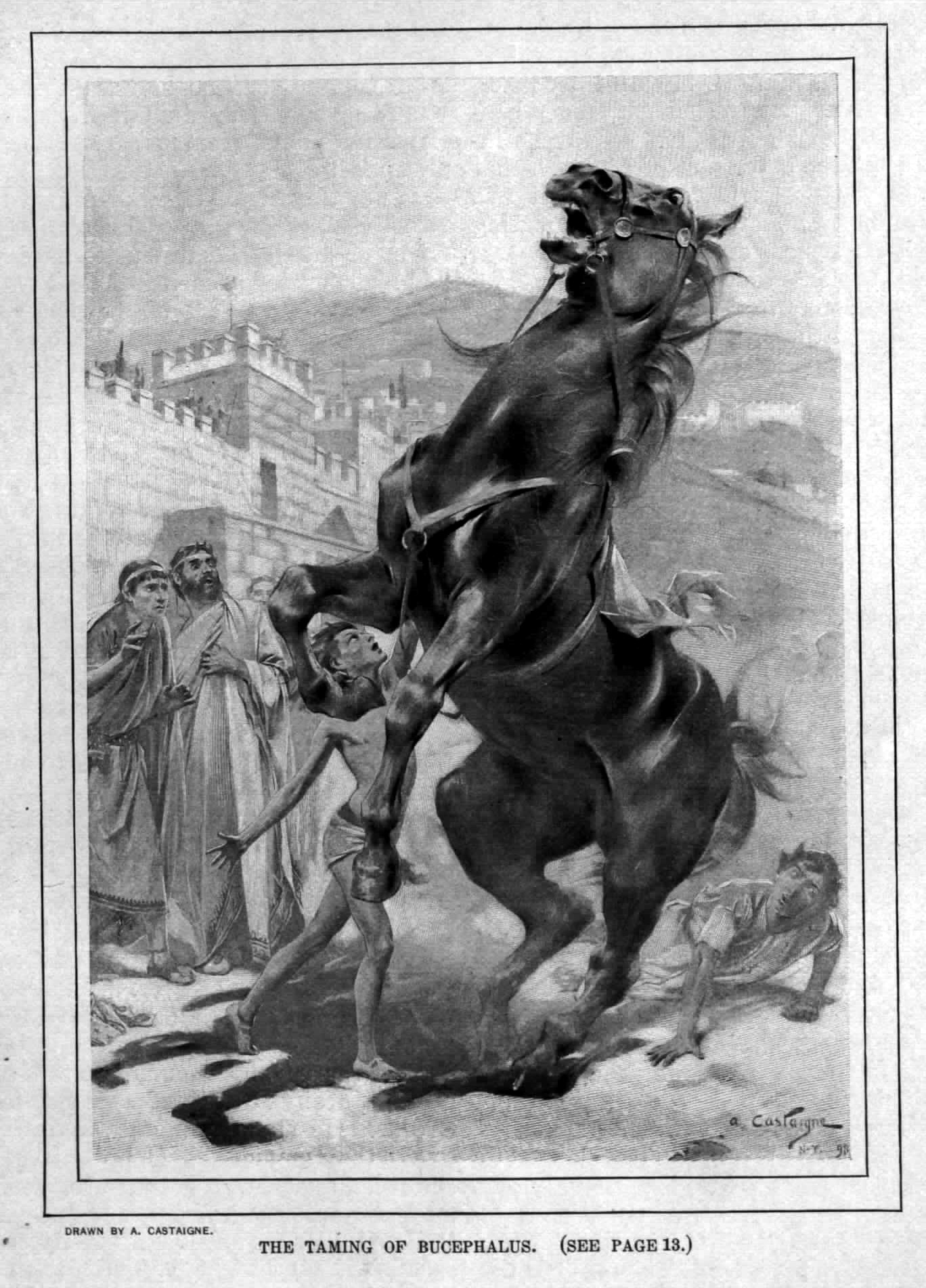
Юний Олександр приборкує Букефала. Малюнок Andre Castaigne

Історія переповідає, що Олександр Македонський у віці 10 років (за Плутархом) став єдиною людиною, якій підкорився норовливий 11-річний кінь. Цього коня запропонував македонському царю Філіппу II торговець з Фесалії Філоник за 13 талантів (за іншими даними 16), що вважалось дуже великою сумою в ті часи. Однак, оскільки ніхто не міг загнуздати норовливого коня, цар відмовився б від купівлі, але син його Олександр пообіцяв заплатити за жеребця, якщо зможе приборкати того.
Про приборкування Плутарх переповідав так:
| «Олександр відразу підбіг до коня, схопив його за вуздечку та повернув мордою до сонця: мабуть, він помітив, що кінь лякається, бачачи попереду себе рухому тінь. Деякий час Олександр пробіг поряд з конем, погладжуючи його рукою. Впевнившись, що Букефал заспокоївся та дихає на повні груди, Олександр скинув із себе плащ та легким стрибком скочив на коня. Спочатку, злегка натягнувши повіддя, він стримував Букефала, не наносячи йому ударів та не смикаючи за уздечку. Коли ж Олександр побачив, що норов коня не загрожує більше ніякою бідою та що Букефал рветься вперед, він дав йому волю і навіть став підбадьорювати його гучними окликами та ударами ніг. Філіп і його свита мовчали, перебуваючи у тривозі, але коли Олександр за всіма правилами повернув коня та повернувся до них гордий та радісний, всі одразу зустріли його гучними вигуками. Батько, як кажуть, навіть просльозився від радості, поцілував Олександра, що зліз з коня та сказав: «Шукай, сину мій, царство по собі, бо Македонія для тебе дуже мала!»»[1] |
Олександр взяв Букефала в похід в Азію, але беріг улюбленця, в бою використовував інших коней. В битві на річці Гранік під ним вбили одного з них.
Арріан, Курцій та Плутарх розповідають історію, що трапилася з Букефалом десь в прикаспійських місцях в Персії. Тамтешні варвари, уксії, викрали коня. Тоді Олександр звелів, щоб йому негайно повернули Букефала, а інакше він винищить весь народ. Улюбленого коня царя повернули в цілості та неушкодженості, а Олександр на радощах навіть заплатив викуп викрадачам.
Деякі автори передають, що Букефал загинув в битві з індійським царем Пором в 326 до н. э., однак Арріан пише про це інакше:
| На тому місці, де пройшла битва, та на тому, звідки Олександр переправився через Гідасп, він заснував два міста: одне назвав Нікеєю, за те що переміг тут індів, а інше Букефалами, на спомин свого коня Букефала, що пав тут не від чиєї стріли, а виснажений спекою та роками (йому було близько 30 років). Багато праці та небезпеки розділив він з Олександром; тільки Олександр міг сісти на нього, тому що інших наїзників він ставив ні в що; був він рослий, благородного нраву. Вирізнявся він головою, що була схожа на бичу; від неї, кажуть він і отримав своє ім'я. Інші ж розповідають, що він був вороної масті, але на лобі у нього була біла пляма, що нагадувала голову бика.»[4] |
Плутарх передає інший варіант, що Букефал вмер після битви з Пором від ран.
За Арріаном та Плутархом Букефал був ровесником Олександра, тоді його смерть настала в досить значному для коней віці.
Засноване Олександром та назване ним, в честь коня місто Букефала існує і в наші часи під іменем Джалалпур на території Пакистану. В ньому збереглись і руїни античних часів.
Багато дослідників вважають, що Букефал був представником ахалтекінської породи коней.